# 어부의 반지

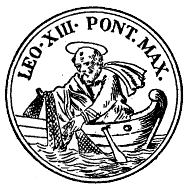
레오 13세의 반지 인장

어부의 반지(라틴어: Anulus piscatoris)는 반지 형태를 띤 교황의 공식 도장으로, 바티칸의 국새에 해당하며, 베드로를 의미하는 기독교 상징물 가운데 하나다. 교황의 반지가 어부의 반지라 불리는 이유는 역대 교황들이 어부 출신이었던 베드로의 후계자로 여겨지기 때문이다. 순수한 황금으로 만들어진 이 반지는, 베드로가 배에서 그물을 던져 물고기들을 건져올리는 모습이 새겨져 있고, 교황의 라틴어식 이름이 양각으로 같이 새겨져 있다. 이는 예수가 베드로에게 “너를 사람을 낚는 어부로 만들어 주겠다.”(마르 1,17)고 했다는 기독교의 전통에서 비롯된 것이다. 1842년까지 교황의 문서를 봉하는 데 사용되었다. 

## 역사
어부의 반지의 역사는 13세기까지 거슬러 올라간다. 클레멘스 4세가 그의 조카에게 보낸 편지에 어부의 반지에 대한 언급이 최초로 등장한다. 당시 교황이 직접 작성하고 서명한 문서들은 교황이 직접 어부의 반지로 봉했으며, 그 외의 다른 바티칸 공문서들은 특수 도장을 사용하여 납으로 봉인했다고 한다. 
어부의 반지는 15세기에 그 용도가 살짝 바뀌었으며, 1842년에 완전히 그 용도가 사라졌다. 밀랍을 녹여 반지를 그 위에 찍는 방식에서, 똑같은 모양의 도장에 붉은 잉크를 찍어 누르는 방식으로 바뀌었다.

## 어부의 반지
어부의 반지는 전통적으로 매번 새로운 교황이 즉위할 때마다 그에 맞춰 새로운 반지를 황금으로 주조한다. 교황 즉위 미사 때 추기경단장은 이 반지를 새 교황에게 바쳐서 오른손 약지에 끼워주고, 새 교황은 선종 때까지 이 반지를 끼게 된다. 교황이 선종하면 해당 반지는 여타 추기경들이 참석한 가운데 특정한 예식을 치른 후 은망치로 파괴한다. 이는 교황이 선종함으로써 그의 권위가 종식되었음을 상징한다. 또한, 사도좌 공석 기간, 즉 교황직이 비어 있는 동안 생전에 교황이 승인하지 않은 문서에 위조로 봉인할 경우를 방지하기 위함이기도 하다. 다만 정말로 반지를 파괴하는 것은 아니고 망치로 반지 윗부분에 깊은 흠을 내어 십자 표시를 하는 것이다. 교황 베네딕토 16세의 반지를 제작했던 로마 금세공사협회 부회장 프란치에 따르면, 반지가 파괴된다는 보도는 '줄을 그어 지운다'는 뜻의 이탈리아어 ‘biffatura’의 오역으로 보인다. 교황청 대변인 역시 교황의 반지를 망치 등으로 완전히 부수는 것이 아니라 더는 공식인장으로 사용할 수 없도록 표면에 두 개의 깊은 흠집을 내는 것이라고 밝힌바 있다.

## 참고 문헌
1. ↑  교황 곁 지키는 '어부의 반지'…운명의 끝은 파괴?, 2013-03-14, <SBSCBSN>
2. ↑  <교황선출> 교황 황금옥새 '어부의 반지'의 비밀, 2013-03-14 <연합뉴스> 처리된 반지는 죽은 교황의 시신과 함께 관 속에 넣어진다.